# 大日本帝国憲法第4条
大日本帝国憲法第4条（だいにほん/だいにっぽん ていこくけんぽう だい4じょう）は、大日本帝国憲法第1章にある。

## 条文
天皇ハ国ノ元首ニシテ統治権ヲ総攬シ此ノ憲法ノ条規ニ依リ之ヲ行フ

## 現代風の表記
天皇は、国の元首であって、統治権を総攬し、この憲法の条規により、これを行う。

## 解説

### 概要
明治維新によって、天皇が近代的官僚制を組織して統治権を総攬するという近代国家が成立した。本条はそれを確認したものである。本条によれば、まず天皇が元首であると規定し、次に天皇は全ての統治権を総攬しているが、憲法の条規によってその統治権を行使しなければならないとされ、いわゆる立憲君主制を規定している。なお憲法によれば、立法権は帝国議会の「協賛を以って」行い（5条）、「協賛を経るを要す」（37条）とされ、行政権は国務大臣が「天皇を輔弼し其の責に任ず」（55条）とされ、司法権は裁判所が「天皇の名に於いて法律に依り」行う（57条）とされていた。
大日本帝国憲法における統治権とは「主権」と同じ意味である。
また条文にある「総攬」について、「攬」の漢字源は「とる・集めて手に持つ・取りまとめて持つ」という意味なのでいわゆる統治権は「手にとる」だけで「我が意のまま動かす」ということではない。また「総攬」をもって統治権が天皇のものだとすると三権分立を定めながら、また自ら握ることになり、何の為に三権分立をしたのかわからなくなってしまう。故に天皇も国民でもなく、君民の共同体たる国が主権を保持するとされていた。
原案の審議に当たっては枢密顧問官・東久世通禧から「国ノ元首ニシテ」は憲法に明記せずとも天皇が元首であることは明白であるとし、削除を提案した。司法相・山田顕義も東久世の意見に賛同するとともに、「此ノ憲法ノ条規ニ依リ此ヲ施行ス」の一節は、天皇の統治権は固有のものではなく憲法に規定されてはじめて生じると誤解される恐れがあるとして、これも削除を提案した。
伊藤博文は「統治権は元来無限なるもなれども、この憲法をもってこれを制限する以上は、その範囲内においてこれを施行するの意にして、統治権はあれどもこれを濫りに使用せざることを示すものなり。ゆえにこの憲法の条規に依り云々の文字なき時は憲法政治にあらず、無限専制の政体なり」（『憲法草案枢密院会議筆記』）と述べた。
この条文はバイエルン憲法の「国王ハ国ノ首長タリ　国王ハ最上政権ヲ総攬シ而シテ憲法ニ定ムル所ノ約束ニ従テ其権ヲ施行ス」やウェルテンベルク憲法の「国王ハ国ノ首長タリ　国王ハ諸般ノ主権ヲ総攬シ而シテ国憲ニ定ムル所ノ約束ニ依テ之ヲ施行ス」を井上毅が参照し、ドイツの国法学者ヘルマン・シュルツの『プロシア国法』の国家理論に依拠した立憲君主制の規定である。
伊藤博文はシュタインから当時最先端の行政部の優位による上からの社会改革の構想を学んでいたが、そのために天皇が国家権力を一元的に掌握するという政治システムにあって、如何に天皇を政治争点化させないかに苦心し、第55条に国務大臣の輔弼の規定を加えたという。
伊藤博文は内閣中心の政治システムを構想しており、第4条は第55条の国務大臣の輔弼と副署を前提としていた。

### 趣旨
本条は、天皇の国家機関としての地位を規定したものであって、上諭に「國家統治ノ大權ハ朕󠄁カ之ヲ祖宗ニ承ケテ之ヲ子孫ニ傳フル所󠄁ナリ朕󠄁及朕󠄁カ子孫ハ將來此ノ憲法ノ條章ニ循ヒ之ヲ行フコトヲ愆ラサルヘシ」とあるのと相表裏して、同じ意味を示している。本条が規定しているのは、もっぱら国の元首としての天皇の大権である。
「元首」（chef d'état, Staatsoberhaupt）という語は、国家を人間に比較し、人間の全ての働きが頭脳にその源を発しているのと同様に、国家の全ての活動が君主にその源を発するがゆえに、君主は国家の頭脳であり、元首であるという。『憲法義解』第4条の註に、「譬ヘハ人身ノ四支百骸アリテ而シテ精神ノ経絡ハ総テ本源ヲ首脳ニ取ルカ如キナリ」というのは、同じ意味を示している。
「統治権」とは、国家の一切の権利の意味であって、ドイツ諸邦の憲法にあるalle Rechte der Staatsgewaltという語がこれに相当する。ただし、「統治権」という語は、常にこの意味でのみ用いられるのではない。「統治」（to govern, gouverner, Herrschen）という語は、本来、優勝の権力者が服従者を支配する意義を含んでいる。したがって、「統治権」という語は、その本来の意義においては、優勝なる支配者として人民を支配する権利という意味で用いられるのが普通である。この意味で「統治権」という語を用いるならば、国家が国際関係において外国に対して有する権利を含まないだけではなく、国内関係においても、支配者としてではなく、財産権の主体として有する権利は全く含まないものとなってしまう。本条の「統治権」からこれらを除外すべき理由はない。したがって、本条にいう「統治権」の語は、支配権の意味に解すべきではなく、その権利の内容が支配権の性質を有するか否かを問わず、総て国家が有する一切の権利を指すというべきである。これを「国家の権利」といわずに「統治権」といっているのは、人民を支配する権利が原則として国家にのみ専属することを前提としているからであって、単に国家の一切の権利が天皇の総攬に属することを示すだけではなく、同時に、統治権が原則として国家にのみ属すること（中央集権主義）をも示している。
統治権の「総攬」とは、統治の専権を有するという意味ではなく、国家の一切の権利が君主によって代表され、他の全ての国家機関はただその決定に参加するにとどまるか、又は君主を代表し、若しくは君主からその権限を与えられた機関であることを意味する。立法権は、帝国議会の協賛を要するけれども、「協賛」とは、ただ君主が立法することに同意することであって、君主と議会とが共同に立法者たるのではなく、立法は、国民に対してはもっぱら君主の行為として発表される。裁判所は、君主からその権能を授けられ、君主に代わってこれを行うものであって、司法権もまた、本来、君主の大権にほかならない。また、行政権に至っては、君主が自らこれを行い、あるいは君主の命のもとに君主の機関をしてこれを行わせるのであって、それが国務大臣の輔弼を要するとしても、国務大臣自身が君主によって任命され、君主からその権能を与えられたものであって、その権能の源が君主にあることはいうまでもない。
天皇による統治権の総攬は、決して無制限に行われるのではなく、憲法の規定に従って行われる。このことは、上諭においても繰り返し言明されており、さらに、本条において、三度にわたって宣言されている。